# Labrador Records
Labrador Records é uma gravadora sueca, especializada em indie pop.

## Bandas contradas da Labrador Records
- Acid House Kings
- Aerospace
- Afraid of Stairs
- Airliner
- Chasing Dorotea
- Club 8
- Corduroy Utd.
- Douglas Heart
- Edson
- ingenting
- Irene
- Lasse Lindh
- Laurel Music
- The Legends
- Leslies
- Loveninjas
- Mondial
- The Radio Dept.
- Ronderlin
- Sambassadeur
- South Ambulance
- Starlet
- Suburban Kids with Biblical Names
- Tribeca
- Waltz for Debbie
- Wan Light